# 無為法
無為法（むいほう,梵: a-saṃskṛta-dharm）とは常住法、すなわちサンカーラではない法をさす仏教用語。仏教は一切法（sabba-dhamma）を、無為法と有為法に明確に二分して、両者を全く異質なカテゴリーとして扱う。
有為（うい、梵: saṃskṛta）とは因縁により生滅する存在（無常）であり、対して無為（むい, 梵: asaṃskṛtaとは、特定の原因や条件（因縁）によって作りだされたものではない、不生不滅、形成されざるもの（常住）の存在のこと。また、涅槃のことを無為ということもある。
説一切有部においては、過去・現在・未来の多種多様な有為法が、無数の法の流動生滅が織りなすところこそ、われわれの生きる有為転変の世界であるとしたうえで、そのような因果的存在を超えたところに見出される常住の涅槃こそが無為であると考えた。

## 無為法の数
無為説を伝える部派は、すべて説一切有部が挙げる三無為を継承している。

### 三無為
説一切有部は三無為を唱え、以下の3要素を生滅的なあり方を超えたものとして無為法に数えあげた（五位も参照）。
- 虚空（こくう、梵: ākāśa） - 物（色)の存在する場所としての空間。
- 択滅（ちゃくめつ、梵: pratisaṃkhyānirodha） - 涅槃のこと。無漏の（正しい）知恵によって個々の煩悩の拘束から離れる時に得られる滅。「択」とは法に対して正しい弁別判断をなす洞察力のこと。
- 非択滅（ひちゃくめつ、梵: apratisaṃkhyānirodha） - 正しい知恵によらない法の止滅[9][7]）

縁起については、品類足論に「縁起法とはいかなるものなりや。謂く有為法なり」とある一方、倶舎論では「有るが説く縁起は是れ無為法なり」とあり、同じ説一切有部の中に複数の考え方が存在している。

### 四無為
世親の五蘊論では、三無為に真如を加え、四無為としている。
- 真如（tathatā）

### 六無為
華厳経十無尽蔵品 では、三無為に以下を加え、六無為としている。
- 真如（tathatā）
- 縁起（十二縁起）
- 法性（法界）

### 八無為
瑜伽師地論、大乗阿毘達磨集論では、三無為に以下を加え、八無為としている。
- 善法真如
- 不善法真如
- 無記法真如
- 不動（Ānijya）
- 想受滅（saññā-vedayita-nirodha）

### 九無為
化地部では三無為に以下を加え、九無為としている。
- 不動
- 善法真如
- 不善法真如
- 無記法真如
- 道真如
- 縁起真如

## 宗派による説

### 唯識派
あらゆる存在は精神を離れて存在しないという一切不離識の立場により、「無為」は心・心所の領域に入れられるとみなされる。

### 中観派
『中論』の第七章では、有為法が実有なるものとして成立しえないことを述べたあとで、「(生と住と滅とが成立しないが故に）有為は成立しない。また有為が成立しないが故にどうして無為が成立するであろうか」と主張している。ただし仏教学者の中村元は、有為と無為とは互いに排除する関係にある以上、有為が成立しないとしても無為は成立するかもしれないとしており、一般に『中論』の推論の形式には形式論理学的には不正確なもののあることを、仏教学者の宇井伯寿は指摘している 。中村は、これは中論が縁起に関し相依説（あらゆるものは相関関係をなして成立している）を主張しているということを考慮するならば、「甲によって乙があり、また乙によって甲がある」と言いうると述べている。

## 空間と時間
近代以降の顕著な傾向として、空間と時間の2つを並べるとき、両者はほとんど等質化される事が多いが、仏教においては、
- 空間は、(上記の)「虚空」に置き換えて、「無為」に属させるのに対し、
- 時間は、「有為」と常に表裏一体化している、

と、仏教学者の三枝充悳は指摘している。
なお、時間については曹洞宗開祖の道元は、「正法眼蔵」において「有（う）は時（じ）なり」と述べており、「一切は時間のうえ、時間の中、時間そのものに掩われており、しかし時間というものはない」点をついている。また、玄奘門下の学僧普光の「倶舎論記」において、「時に別体なし、法に約して以って示す」と、時間は事物を支えつつもいかなる「もの」でも「こと」でもないことを述べている。